# すもももも
すもも もも（5月27日 - ）は、日本の漫画家。女性。2004年に『プチプリンセス』にて「媚薬・ミラクル」でデビュー。

## 作品リスト

### 連載
- 踊り姫のユーウツ（『月刊プリンセス』2007年3月号[2] - 6月号）
- 天の竜＊地の桜（『月刊プリンセス』2008年1月号[3] - 2009年3月号、全3巻）
  - 天の竜＊地の桜 番外編 あした天気になあれ（『月刊プリンセス』2009年4月号[4]）※単行本未収録
- センゴク男子 花の乱（『月刊プリンセス』2009年7月号[5] - 2011年5月号[6]、全5巻）※2011年6月号「番外編」5巻収録
- 後宮デイズ 七星国物語（『月刊プリンセス』2011年10月号[7] - 2015年8月号[8]、全10巻）
  - 後宮デイズ〜花の行方〜（『月刊プリンセス』2015年11月号[9] - 2018年1月号[10]、全4巻[注釈 1]）
- 亡国のマルグリット（『月刊プリンセス』2018年7月号[11] - 2025年4月号[12]、全16巻）
- きよらたまゆら（『月刊プリンセス』2025年9月号[13] - ）

### 読み切り
- ミチビキ星（『月刊プリンセス』2004年3月号[14]）
- 媚薬・ミラクル（『プチプリンセス』2004年8月1日号）※『センゴク男子 花の乱』5巻収録
- ナイショのショ!（『プチプリンセス』2004年10月5日号）
- スノ・パラ（『プチプリンセス』2005年2月5日号）
- その手でつかまえて（『プチプリンセス』2005年5月20日号）
- 秘密恋愛（『プチプリンセス』2005年8月20日号）
- お姫様のナイト（『プチプリンセス』2005年11月20日号）
- 彼は俺様!!（『プチプリンセス』2006年2月5日号）※『月刊プリンセス』2011年8月号別冊付録『ファンタジックLOVEセレクション』再録[15][16]
- 馬の耳に薫風（『月刊プリンセス』2006年4月号[17]）※『月刊プリンセス』2011年8月号別冊付録『ファンタジックLOVEセレクション』再録[15]
- 馬の耳の薫風!?（『月刊プリンセス』2006年8月号[18]）※2011年8月号付録冊子再録
- 夜、月の出る丘で（『月刊プリンセス』2006年12月号[19]）
- 夏恋マーメイド（『月刊プリンセス』2007年8月号[20]）

### その他
- アニメ『俺の妹がこんなに可愛いわけがない』第2話に登場する劇中の同人誌の表紙
- 『月刊プリンセス』フェア in Animate（『月刊プリンセス』作家参加の小冊子[21]、2010年6月） - 描きおろしイラストや4コマ漫画掲載[21]
- 秋田書店の東日本大震災チャリティ携帯用待ち受け（2011年4月15日[22]） - 参加[22]
- 梅田阿比『クジラの子らは砂上に歌う』テレビアニメスタート記念企画（『月刊プリンセス』2017年11月号[23]） - トリビュートイラスト[23]